# Jardín Botánico de Lille
El Jardín botánico de Lille (en francés: Jardin des Plantes de Lille) es un jardín botánico de 11 hectáreas de extensión de propiedad municipal en Lille, Francia.
Este jardín botánico está inscrito como « Monument Historique (France)» MH (1997).

## Localización
Jardin des Plantes de Lille Rue du jardin des Plantes, Lille, Nord, Nord-Pas-de-Calais, Francia.
Planos y vistas satelitales.50°36′53.64″N 3°4′5.52″E / 50.6149000, 3.0682000
Se encuentra abierto a diario sin cargo de entrada.

## Historia
El actual jardín botánico fue establecido en 1948 como sucesor de los varios jardines botánicos que había tenido la ciudad y que se fechaban a partir de 1596.
Es uno de tres jardines botánicos que hay en Lille, los otros son el Jardín Botánico de la Facultad de Farmacia de la Universidad de Lille en la Université de Lille 2, y el Jardin botanique Nicolas Boulay de la Universidad Católica de Lille.

## Colecciones

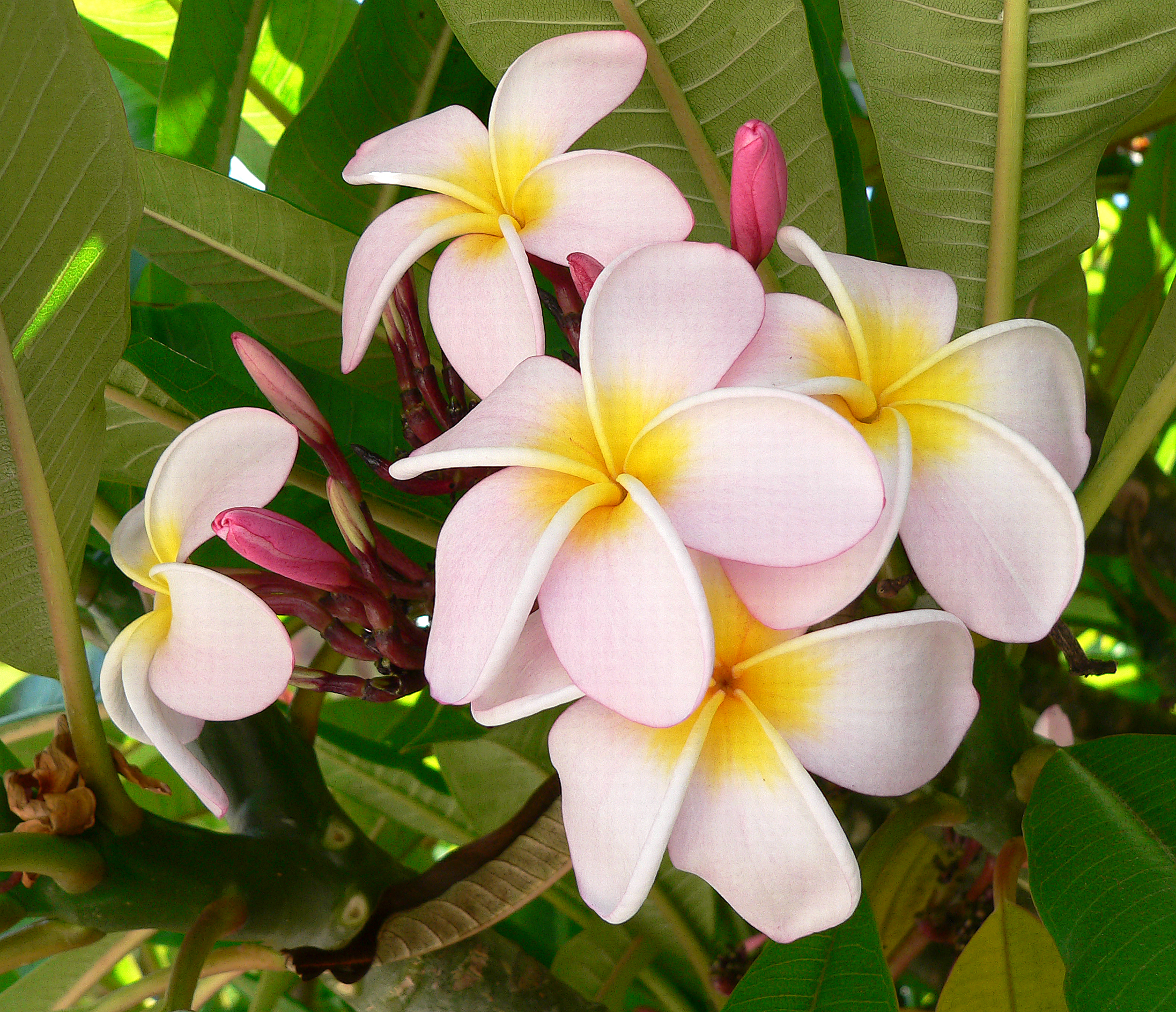
Flores de Plumeria.

El jardín botánico está diseñado como un jardín de paseo, con contenedores botánicos, con más de 1,500 plantas agrupadas por familias.
Entre sus instalaciones son de destacar,
- Orangerie (edificada en 1952) que alberga plantas Mediterráneas tales como mimosa, adelfa, y eucalipto;
- Invernadero tropical (1,200 m², edificado en 1970) con una altura de ocho metros y alberga unas 12,000 plantas entre la que se incluyen bananas, café, jengibre, palmeras, helechos arborescentes, pimienta, y Plumerias.
- Rosaleda
- Arboreto con árboles agrupados según su origen geográfico.
- Colección de dahlias,
- Estanque con colección de plantas acuáticas
- Observatorio astronómico de la ciudad que se ubica en este recinto.

## Enlaces externos

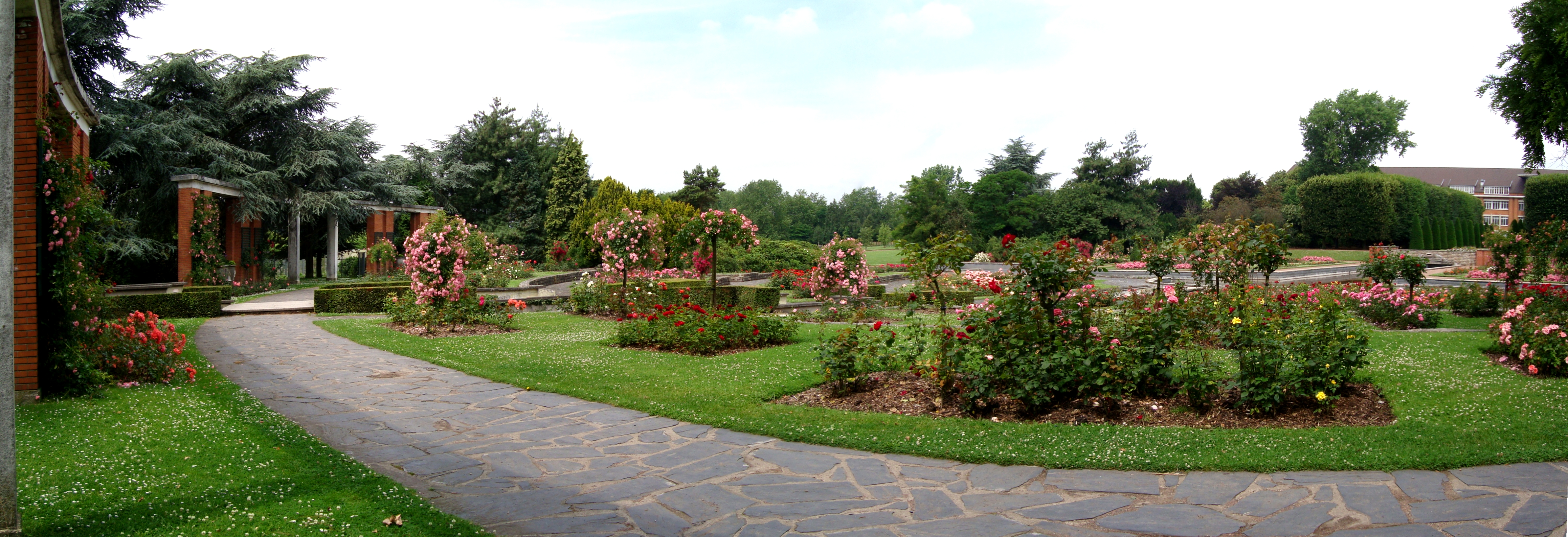
La rosaleda.